# 宮崎県道243号須美江インター線
宮崎県道243号須美江インター線（みやざきけんどう243ごう すみえインターせん）は、宮崎県延岡市を通る一般県道である。

## 概要
地域活性化インターチェンジとして2009年（平成21年）6月30日に追加された、東九州自動車道須美江ICへのアクセスを目的としている。総延長は1.91 kmで、このうち576 mが自動車専用道路に指定されている。

### 路線データ
- 起点：延岡市須美江町280番5地先（須美江町交差点、国道388号交点）
- 終点：延岡市須美江町1090番13地先（東九州自動車道 須美江IC）

延岡市須美江町1082番1地先 - 須美江町1090番13地先（終点）間の576 mは自動車専用道路に指定されている。

## 歴史
- 2008年（平成20年）1月31日 - 宮崎県告示第62号[3]により路線認定される。
- 2012年（平成24年）
  - 11月26日 - 宮崎県告示第828号・第830号により、供用開始日と道路の区域が決定される[4]。
  - 12月13日 - 宮崎県告示第859号により、須美江IC（終点）寄りの576 mが自動車専用道路に指定される[5]。
  - 12月15日 - 東九州自動車道須美江IC開通に伴い、供用開始。

## 地理

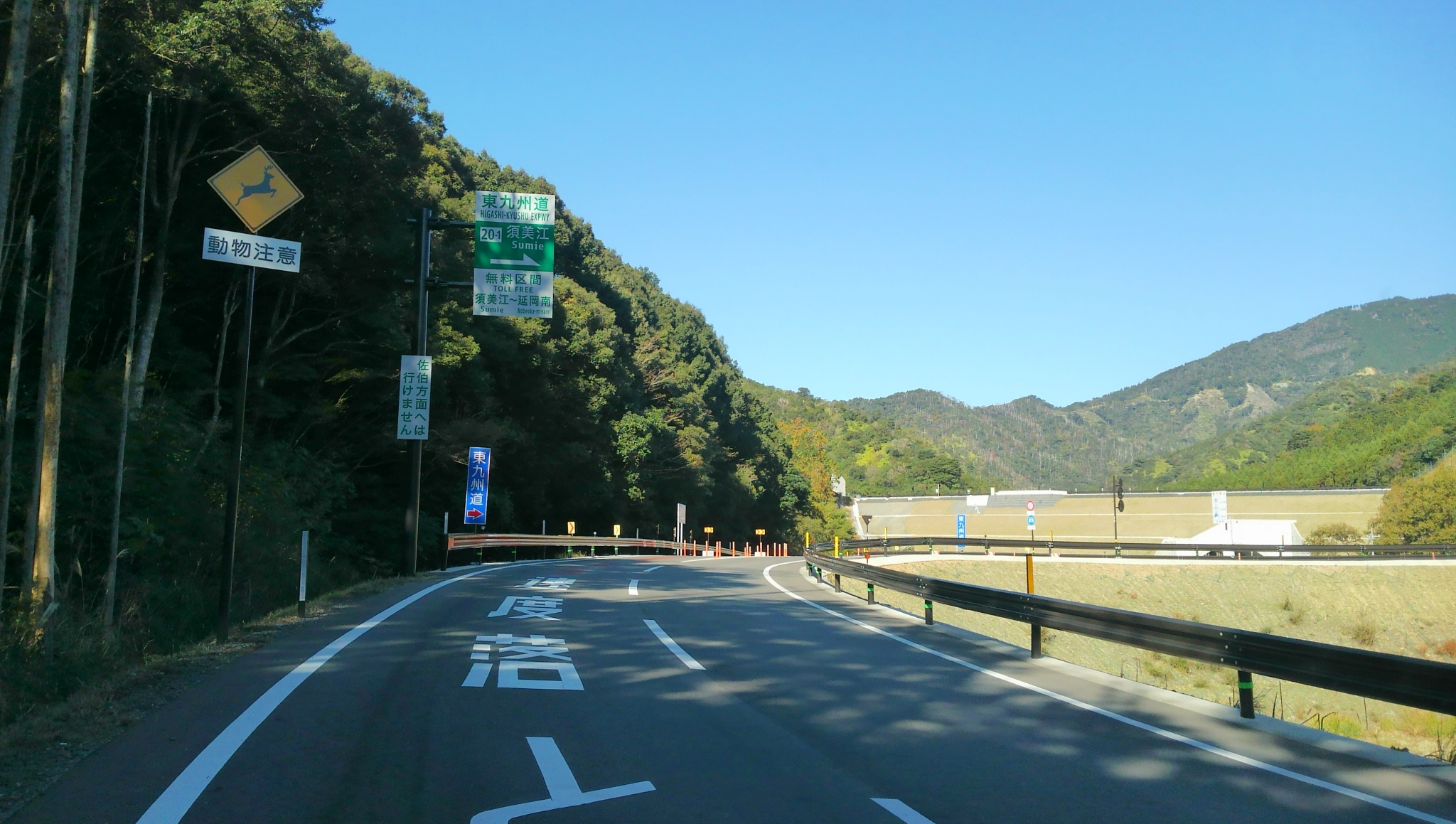
終点付近。カーブを曲がった先からが自動車専用道路となる。

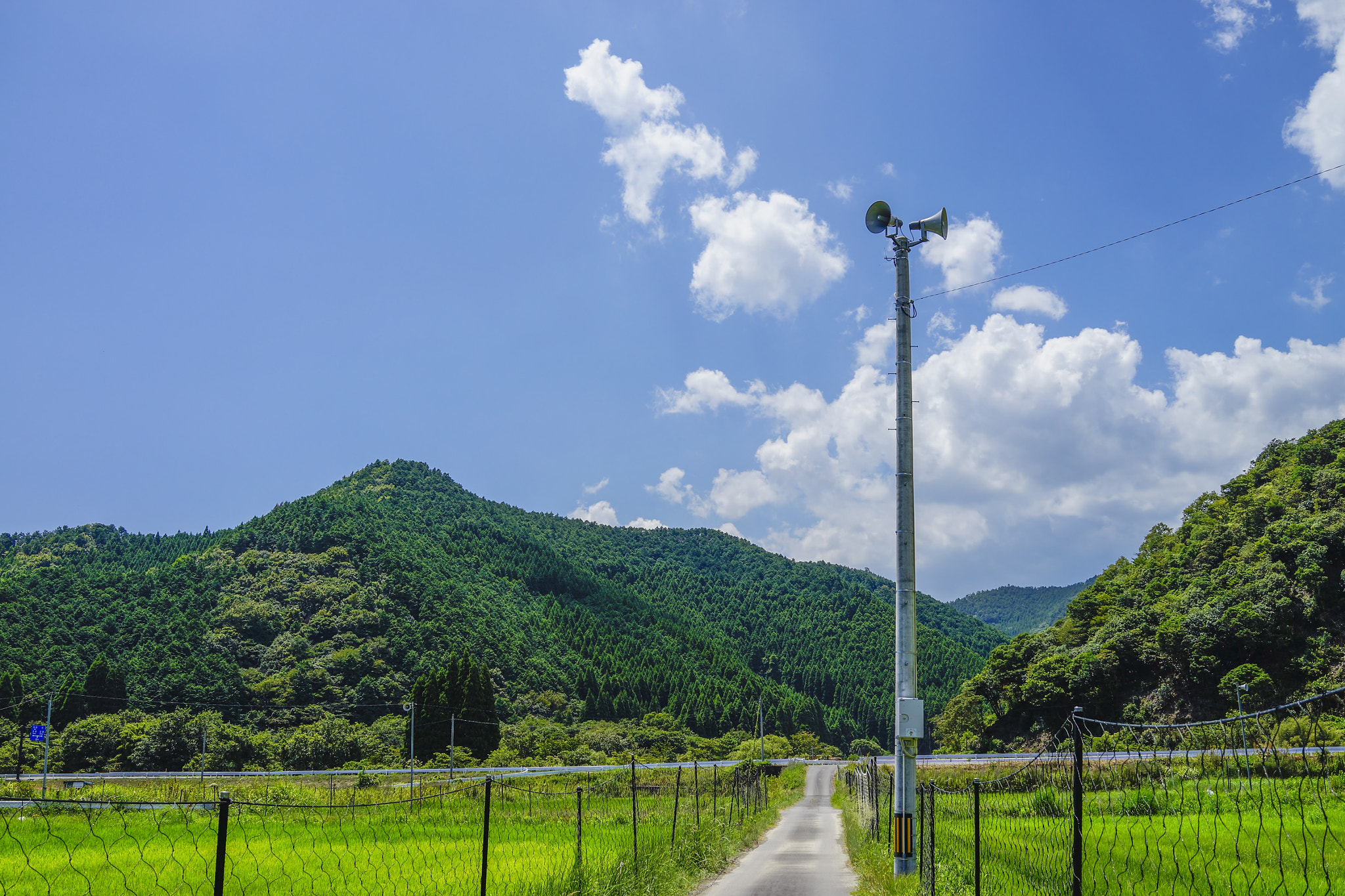
須美江インター線（沿線の農道より撮影）

### 通過する自治体
- 延岡市

### 交差する道路
| 交差する道路                                                | 交差する場所 | 交差する場所          |
| ----------------------------------------------------------- | ------------ | --------------------- |
| 国道388号                                                   | 須美江町     | 須美江町交差点 / 起点 |
| 延岡市道 日豊海岸北川線 （旧・宮崎県道240号日豊海岸北川線） | 須美江町     |                       |
| E10 東九州自動車道 （国道10号 / 延岡道路）                  | 須美江町     | 20-1 須美江IC / 終点  |

### 沿線
- 須美江家族旅行村
- 須美江海水浴場